# Chat bot

Un chat bot, noto anche come chatterbot o robot di conversazione, è un software progettato per simulare una conversazione con un essere umano (l'utente di chatbot). L'obiettivo principale di un chat bot è quello di fornire risposte automatiche che possano sembrare umane, utilizzando spesso sistemi di elaborazione del linguaggio naturale (NLP), per analizzare e rispondere alle domande degli utenti. I chat bot vengono utilizzati per una varietà di scopi, tra cui assistenza clienti, guida in linea, e risposte alle FAQ. 

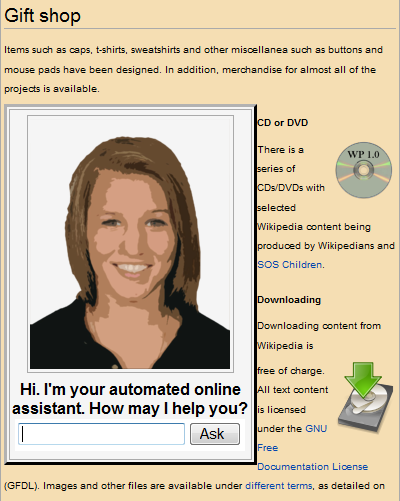
L'assistente virtuale è un esempio di chatterbot

## Storia
Il termine chatterbot fu coniato da Michael Mauldin, creatore del chat bot Verbot, nel 1994. Tuttavia, le origini dei chat bot risalgono al 1950, quando Alan Turing pubblicò un articolo intitolato "Computing Machinery and Intelligence", proponendo il famoso test di Turing per determinare se una macchina è in grado di pensare.
Uno dei primi chat bot fu ELIZA, sviluppato nel 1966 da Joseph Weizenbaum. ELIZA simulava una conversazione con uno psicoterapeuta utilizzando pattern matching e sostituzioni di stringhe per dare l'illusione di comprendere l'interlocutore. Nonostante la sua semplicità, ELIZA dimostrò l'efficacia di base dei chat bot, ma Weizenbaum stesso sottolineò che il programma non era veramente intelligente.
Negli anni '70, fu sviluppato PARRY, un altro chat bot che simulava una persona affetta da schizofrenia. PARRY era più sofisticato di ELIZA, in quanto utilizzava un modello più complesso di interazioni basate su regole.

### Evoluzione recente
Negli ultimi anni, i chat bot hanno visto un notevole progresso grazie ai miglioramenti nell'intelligenza artificiale e nel machine learning. 
Uno dei più avanzati è ChatGPT, lanciato da OpenAI nel novembre 2022. ChatGPT utilizza un modello linguistico di grandi dimensioni (in inglese Large Language Model, LLM) per interagire in modo naturale e fluido con gli utenti, coprendo una vasta gamma di argomenti. Altri chat bot della stessa generazione di ChatGPT sono: Microsoft Copilot, Google Gemini e Anthropic Claude.

### Chat bot in Italia
In Italia, l'uso dei chat bot è cresciuto significativamente negli ultimi anni. Aziende e istituzioni hanno adottato chat bot per migliorare l'interazione con i clienti e l'efficienza operativa. Ad esempio, l'INPS utilizza assistenti virtuali per fornire informazioni e assistenza agli utenti.

## Tipologie
I chatbot, noti anche come agenti virtuali, possono essere classificati in diverse categorie in base alla loro complessità tecnologica e alle funzionalità che offrono. Di seguito vengono descritte le principali tipologie:

### Chatbot basati su alberi decisionali
Questa categoria rappresenta i chatbot più semplici, antecedenti all'introduzione dell'intelligenza artificiale. Funzionano attraverso un sistema predefinito di domande e risposte organizzate in un albero decisionale. Questi bot guidano gli utenti lungo percorsi lineari, offrendo risposte limitate a scenari specifici.

### Chatbot basati su prompting su modelli generativi
Questi chatbot utilizzano modelli linguistici di grandi dimensioni generalisti, come ChatGPT, con prompting semplice per guidare le risposte. Si distinguono per un’interazione più fluida e naturale rispetto ai chatbot basati su alberi decisionali, ma le loro capacità restano relativamente limitate.

### Chatbot con prompting, RAG e funzioni integrate
Questa tipologia di chatbot combina tecniche avanzate, come il retrieval augmented generation (RAG), con l'accesso a database o documenti esterni. Tali bot possono inoltre integrare funzioni aziendali specifiche, ampliando notevolmente le loro capacità.

### Chatbot Fine-Tuned con tecniche avanzate
I chatbot più sofisticati derivano da modelli di intelligenza artificiale, sia open source (es. LLama) sia closed source (es. OpenAI GPT). Attraverso il fine-tuning, questi modelli possono essere personalizzati per soddisfare esigenze altamente specifiche, modificando il comportamento, il ragionamento e l'adattabilità a contesti complessi.

## Utilizzi
I chat bot sono diventati strumenti essenziali in vari settori grazie alla loro capacità di automatizzare e migliorare l'interazione con gli utenti. Questi programmi avanzati sfruttano tecniche di elaborazione del linguaggio naturale e intelligenza artificiale per comprendere e rispondere alle richieste degli utenti in modo efficiente e personalizzato. La loro versatilità li rende adatti a una vasta gamma di applicazioni, dalle semplici interazioni informative a complessi processi decisionali.

### Assistenza clienti
I chat bot sono ampiamente utilizzati per fornire supporto automatizzato 24/7. Possono rispondere a domande frequenti, risolvere problemi comuni e indirizzare gli utenti verso risorse appropriate. Questo aiuta a ridurre i tempi di attesa e a migliorare la soddisfazione del cliente.

### Ricreativo
Alcune aziende, come Character.AI, utilizzano chat bot e LLM per simulare esperienze di gioco di ruolo.

### Marketing e vendite
Nel marketing, i chat bot assistono i clienti durante il processo di acquisto, fornendo informazioni sui prodotti, suggerimenti personalizzati basati sulle preferenze degli utenti e rispondendo a domande in tempo reale. Sono utilizzati anche per raccogliere feedback e dati sui clienti, migliorando le strategie di marketing e vendite.

### Sanità
Nel settore sanitario, i chat bot offrono supporto nella prenotazione di appuntamenti, nella fornitura di informazioni mediche di base e nel monitoraggio dei sintomi. Possono anche ricordare ai pazienti di prendere i loro farmaci e fornire supporto emotivo e psicologico.

### Educazione
I chat bot educativi aiutano gli studenti rispondendo a domande, fornendo risorse di studio e supporto didattico personalizzato. Possono anche essere utilizzati per gestire l'amministrazione scolastica, come la registrazione agli esami e la comunicazione di aggiornamenti importanti.

### Finanza
Nel settore finanziario, i chat bot assistono i clienti con operazioni bancarie di routine, come il controllo del saldo del conto, la gestione delle transazioni e la fornitura di consigli finanziari personalizzati. Possono anche aiutare nella prevenzione delle frodi rilevando attività sospette.

### E-commerce
Gli e-commerce utilizzano i chat bot per migliorare l'esperienza di acquisto online. I chat bot possono aiutare i clienti a trovare prodotti, fornire dettagli sugli ordini e gestire i resi. Inoltre, possono offrire raccomandazioni basate sui comportamenti di acquisto precedenti.

### Risorse umane
Nelle risorse umane, i chat bot sono utilizzati per semplificare il processo di assunzione, rispondendo a domande frequenti dei candidati, programmando colloqui e fornendo aggiornamenti sullo stato delle candidature. Inoltre, possono assistere i dipendenti fornendo informazioni su politiche aziendali, ferie e benefit.

### Servizi pubblici
Le amministrazioni pubbliche utilizzano i chat bot per fornire servizi ai cittadini, come la risposta a domande su regolamenti, la gestione di richieste di documenti e l'informazione su eventi locali. Questo migliora l'accessibilità e l'efficienza dei servizi pubblici.

## Controversie
Nonostante i progressi, i chat bot affrontano ancora sfide significative, come la comprensione del contesto e la generazione di risposte accurate in conversazioni complesse. Inoltre, esistono preoccupazioni riguardo alla privacy e alla sicurezza, poiché i chat bot possono essere utilizzati per raccogliere dati sensibili o diffondere spam e informazioni false.

## Grammatica
- Wikizionario contiene il lemma di dizionario «chatbot»
- Wikimedia Commons contiene immagini o altri file sul chat bot